# Hashomer Hatzair

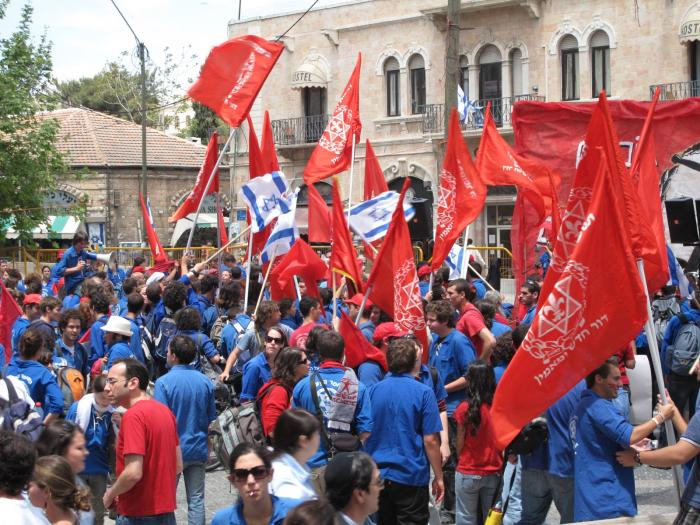
Mitglieder des Hashomer Hatzair bei einer Kundgebung zum Ersten Mai 2009 in Jerusalem

Haschomer Hazair (Eigenschreibweise Hashomer Hatzair; Gründungsname HaSchomer haZaʿir, hebräisch הַשּׁוֹמֵר הַצָּעִיר ha-Šōmer ha-Zaʿīr, deutsch ‚der junge Wächter‘) ist eine internationale sozialistisch-zionistische Jugendorganisation, welche die Pfadfindermethode nutzt.

## Geschichte

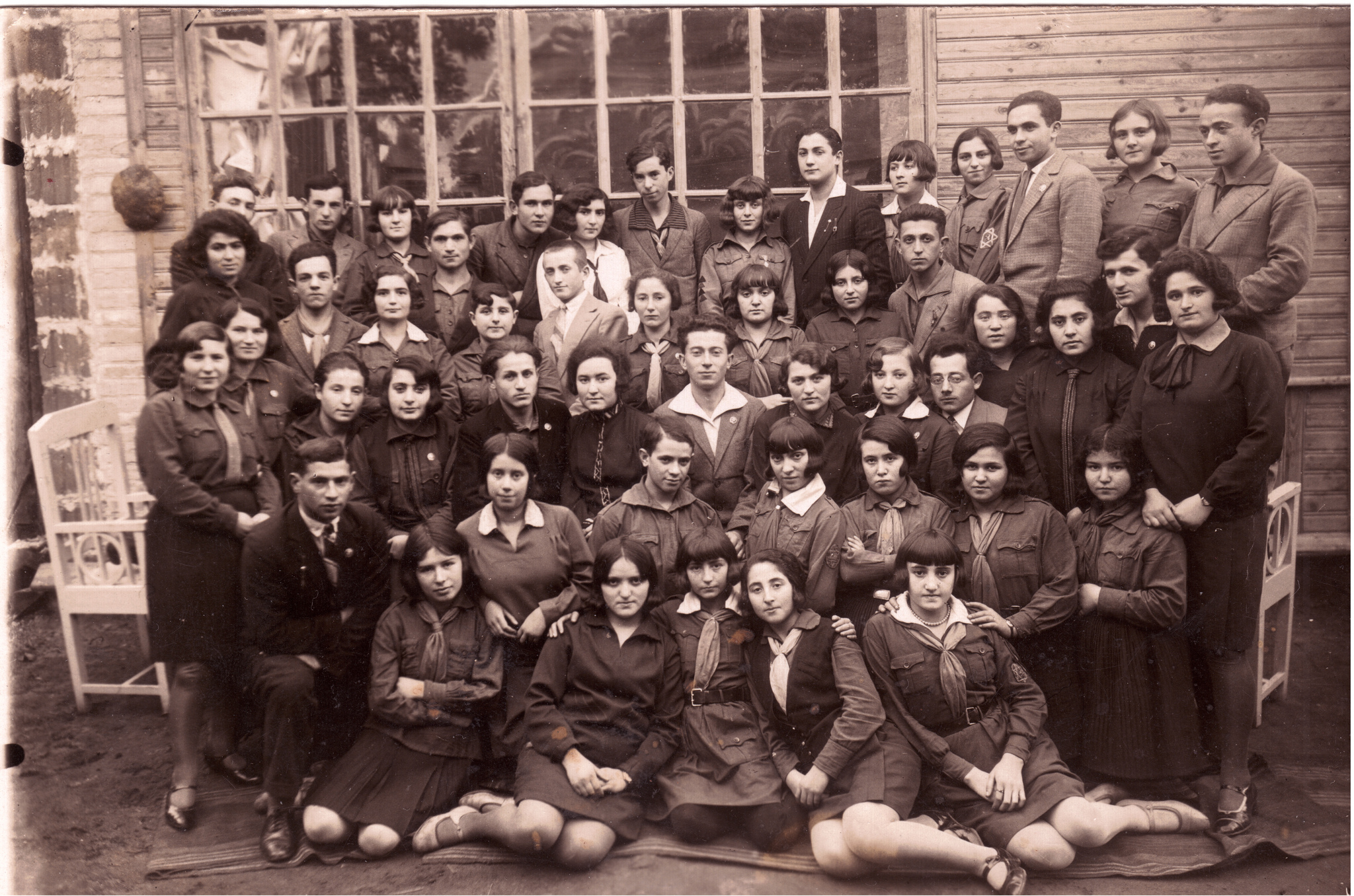
Gruppe der HaSchomer haZaʿir aus dem damals polnischen Slonim (1934)

Die Organisation wurde 1913/1914 im österreich-ungarischen Galizien unter dem Namen Haschomer („Der Wächter“) als Pfadfinderbewegung gegründet, die sich 1916 in Wien mit dem kulturell aktiven Studentenverband Zeirei Zion (‚Die Jugend Zions‘) zusammenschloss. Die Wiener Gruppe der Organisation wurde stark von jüdischen Flüchtlingen aus dem Osten der Doppelmonarchie geprägt, öffnete sich aber auch den Einflüssen des Wandervogels und der deutschen Jugendbewegung. Die Organisation orientierte sich an den Gedanken Gustav Wynekens, Martin Bubers und Robert Baden-Powells.
Ab 1931 entstanden auch Gruppen in mehrere Orte Deutschlands. Die erste Ken (Ortsgruppe) entstand in Mannheim und später gab es auch Kenim in Ludwigshafen, Berlin, Hamburg, Köln, Bremen, Essen und anderen Orten. 1938 wurde der deutsche Zweig von Hashomer Hatzair von den NS-Behörden aufgelöst. Doch seine Mitglieder arbeiteten – so lange wie möglich – im Untergrund weiter. Unter anderem halfen sie jüngeren Mitgliedern bei der Flucht durch die Kinder- und Jugend-Alija.
Ein Hauptziel der Organisation war die Alija nach Palästina und die Gründung von Kibbuzim. Die ersten Mitglieder erreichten bereits 1919 das spätere britische Mandatsgebiet. 1927 schlossen sich die vier von den HaSchomer haZaʿir gegründeten Kibbuzim zum Dachverband HaKibbutz HaʾArtzi zusammen. Aus den in Palästina aktiven Gruppen des HaSchomer haZaʿir entstand 1936 die Sozialistische Liga, eine auch unter dem Namen Hashomer Hatzair agierende sozialistische Partei, die sich 1948 mit der Achdut haʿAvoda zur Mapam – Vereinigte Arbeiterpartei zusammenschloss.
Der Mitgliedsstand der Vereinigung erreichte gegen 1939 mit etwa 70.000 Mitgliedern weltweit seinen Höhepunkt, der Schwerpunkt lag in Osteuropa, insbesondere in Polen. Nach der deutschen Besetzung dieser Gebiete im Zuge des Zweiten Weltkriegs und dem Beginn des Holocausts wurden der Widerstand gegen den Nationalsozialismus und der Kampf gegen die Wehrmacht zu Kernaufgaben des Verbandes, die HaSchomer haZaʿir wurden zu einer Untergrundorganisation. Mordechaj Anielewicz, der Führer der Warschauer Gruppe, übernahm während des Aufstands im Warschauer Ghetto die Leitung der Jüdischen Kampforganisation. In Rumänien wurde die Führung der Hashomer Hatzair wegen antifaschistischer Aktivitäten hingerichtet. In Frankreich und Belgien waren Leopold Trepper, Sophia Poznanska und andere polnische Haschomer-Hatzair-Aktivisten Teil der Résistance.
Nach dem Zweiten Weltkrieg schlossen sich viele Mitglieder der Haganah und der Palmach an, die Organisation beteiligte sich auch an der illegalen Einwanderung nach Palästina.

## Heutige Situation

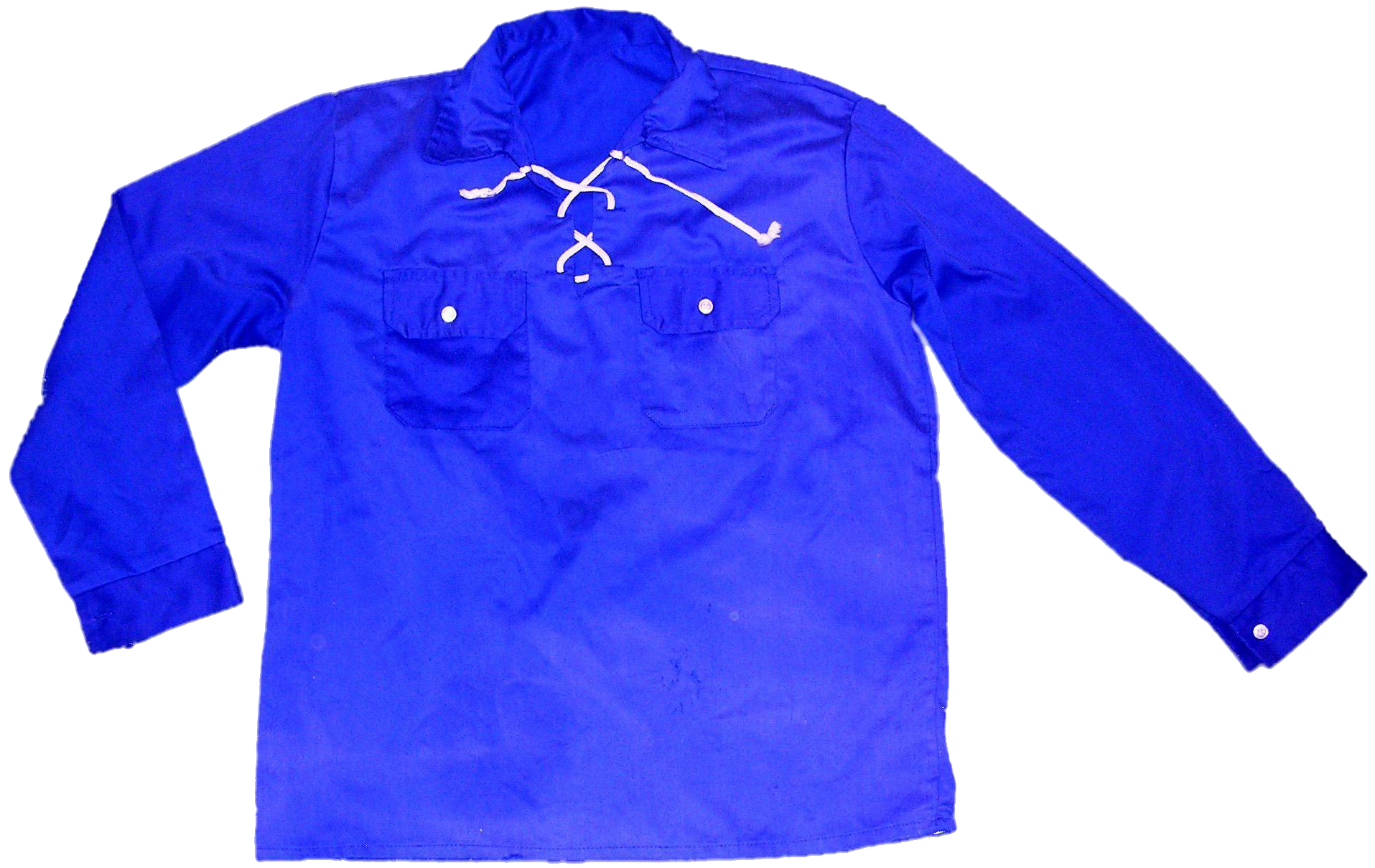
Blauhemd HaSchomer haZaʿirs

Hashomer Hatzair haben in Israel etwa 14.000 und außerhalb Israels etwa 4.500 Mitglieder. Seit einigen Jahren arbeitet die Organisation eng mit den Habonim Dror zusammen, dem Jugendverband der Kibbuzbewegung.
In den 85 Kibbuzim des dem Hashomer Hatzair nahestehenden Verbands HaKibbutz HaArtzi lebten 1998, vor dem Zusammenschluss der Kibbuzbewegung, etwa 35.000 Menschen.
Hashomer Hatzair war bis 2025 Mitglied des International Falcon Movement. Hashomer Hatzair verbindet eine enge Zusammenarbeit mit der Sozialistischen Jugend Deutschlands – Die Falken. Jedes Jahr finden internationale Jugendbegegnungen mit Falken aus Deutschland statt.
Der deutsche Zweig wurde 2012, mehr als 70 Jahre nach dessen Verbot durch die Nationalsozialisten, neu gegründet; erster Vorsitzender war Ido Porat. Der Erneuerungsprozess wurde von Micha Brumlik in einem Buch über die jüdischen Jugendbewegungen in Deutschland beschrieben. Der Ken Berlin führte 2022 ein Geschichtsprojekt durch, um die wenig erforschte Geschichte des Verbandes in Deutschland zu erforschen. Dabei wurden Widerstandskämpfer ermittelt, die in den 1930er Jahren Mitglieder von Hashomer Hatzair gewesen waren, insbesondere um die Herbert-Baum-Gruppe, und ihren Familien Stolpersteine in Berlin sowie Bildungsmaterialien gewidmet. Für seine Arbeit rund um die Geschichte des Verbandes in Deutschland erhielt Hashomer Hatzair Deutschland e. V. den Shimon-Peres-Preis 2023, den das Auswärtige Amt der Bundesrepublik Deutschland in Kooperation mit der Stiftung Deutsch-Israelisches Zukunftsforum jährlich für herausragende Initiativen der Zusammenarbeit zwischen jungen Menschen aus Deutschland und Israel verleiht.

## Inhalte
Leitlinie der Arbeit sind die Dibrot – die Zehn Gebote von Hashomer Hatzair. In ihrem Aufbau orientieren sie sich an den Pfadfindergesetzen, nehmen aber auch den Aufbau Israels und einer sozialistischen Gesellschaft in den Blick.
Die Arbeit des Verbandes kennt drei Schwerpunkte: Völkerfreundschaft, Pfadfinderschaft und Laizismus. Der Laizismus wird vor dem Hintergrund der Zugehörigkeit zum jüdischen Volk gesehen, religiöse Feiertage werden nicht als solche begriffen, sondern als Symbol für das Jüdischsein gefeiert.
Anders als in der Vergangenheit steht die Alija nach Israel heute nicht mehr in allen Gruppen im Zentrum der Arbeit. An ihre Stelle ist oft die Ermutigung zum Leben eines säkularen Judentums am aktuellen Wohnort getreten.
Die ʿAsseret haDibrot (עֲשֶׂרֶת הַדִּבְּרוֹת) lauten in der Fassung von 2008 wie folgt:
1. Der Schomer ist ein Mensch der Wahrheit und steht auf ihrer Wacht.
2. Der Schomer ist ein integraler Teil des jüdischen Volkes und mit dem Staate Israel eng verbunden. Er/Sie ist seiner/ihrer Kultur verwurzelt und ein Chalutz 1) unseres Judentums.
3. Der Schomer findet Bedeutung in seiner/ihrer Beziehung zu Arbeit und kämpft für eine Welt, in der Arbeit eine produktive Ausdrucksform menschlicher Kreativität und Freiheit ist.
4. Der Schomer ist politisch aktiv und ein Vorkämpfer im Streben nach Freiheit, Gleichberechtigung, Frieden und Solidarität.
5. Der Schomer ist ein treuer und pflichtbewusster Chaver, 2) der mit anderen zusammenarbeitet, für den Fortschritt der Gesellschaft kämpft und die schomrischen Werte vertritt.
6. Der Schomer entwickelt aktiv und pflegt Beziehungen, welche bewusst, frei und ehrlich sind, sowohl innerhalb der Kwutza als auch in der gesamten schomrischen Gemeinschaft. Er/Sie übernimmt die Verantwortung, für seine/ihre Chaverim Sorge zu tragen.
7. Der Schomer respektiert die Natur, sie ist ihm/ihr wichtig; er lernt sie kennen, lernt in ihr zu leben und handelt nachhaltig.
8. Der Schomer ist mutig, unabhängig, denkt kritisch und handelt dementsprechend.
9. Der Schomer stärkt seinen/ihren Charakter und strebt zu körperlicher, mentaler und spiritueller Ganzheit.
10. Der Schomer ist von seiner/ihrer Vernunft geleitet und übernimmt volle Verantwortung für sein/ihr Handeln. Er/Sie setzt Dugma Ischit. 3)

## Archiv
Als zentrales Archiv des Hashomer Hatzair wurde das Yad-Yaari-Forschungs- und Dokumentationszentrum im Bildungszentrum Givat Chaviva eingerichtet. Es ist nach Meir Jaari benannt.